# Hofanlage Höfeweg 51
Die Hofanlage Höfeweg 51 im niedersächsischen Elsfleth-Butteldorf im Landkreis Wesermarsch stammt aus dem 19. Jahrhundert.

Aktuell (2023) wird sie als Wohnhaus und wohl landwirtschaftlich genutzt.
Die Gebäude stehen unter Denkmalschutz (siehe auch Liste der Baudenkmale in Butteldorf).

## Beschreibung und Geschichte
Die Marschhufensiedlung Moorriem mit der südwestlichen Bauerschaft Butteldorf erstreckt sich über etwa 16 Kilometer, wurde nach 1062 gegründet und erhielt im 14. Jahrhundert die heutige Struktur mit den schmalen, oft extrem langgestreckten Parzellen. Im Abstand von ca. 50 bis 100 Metern liegen zahlreiche Hofstellen auf Wurten.
Die Hofanlage auf einer stark baumbestandenen Wurt besteht aus:
- dem eingeschossigen giebelständigen Wohn- und Wirtschaftsgebäude im Kern von um 1800 bzw. 1892 (Inschrift) als Zweiständer-Hallenhaus in zumeist Fachwerk mit Steinausfachungen, am Wohngiebel auf profilierten Knaggen vorkragendem reetgedeckten Krüppelwalmdach, Niedersachsengiebeln mit Uhlenloch, der Grooten Door mit Korbbogen; der Wirtschaftsteil wurde in Backstein verlängert und erneuert,[2]
  - dem wohl 1892 am Wirtschaftsflügel hinzugefügten traufständigen Stallanbau in Backstein mit reetgedecktem Walmdach,
- der giebelständigen linken Scheune aus der ersten Hälfte des 19. Jhs. in Ankerbalkenkonstruktion und Fachwerk mit Steinausfachungen, teils verbohlt, mit Walmdach und Querdurchfahrt sowie angebauter Remise an der Westseite mit Pultdach,[3]
- dem kleinen Speicher
- sowie weiteren nicht denkmalgeschützten Nebenanlagen.

Das Landesdenkmalamt befand: „geschichtliche und städtebaulichen Bedeutung. … Die Hofstellen Höfeweg 43–51 zeigen beispielhaft die Siedlungsstruktur und -geschichte von Moorriem.“